# Ruedi Josuran
Ruedi Josuran (* 22. März 1957 in Bern) ist ein Schweizer Redaktor, Radiomoderator, Fernsehmoderator, Coach und Autor.

## Leben
Ruedi Josuran wuchs in Lugano auf, wo er auch die Schulen besuchte. 1992 bis 2007 war er Radio-Moderator und Redaktor bei Radio 24, Radio Zürisee und Radio DRS 1. Von April 2009 bis Sommer 2024 moderierte er den zweiwöchentlichen Talk Fenster zum Sonntag auf SRF 1. Er ist ausgebildeter Career-, Gesundheits- und Life Balance Coach mit Schwerpunkt Burnout-Prävention. Er ist für das Medienunternehmen ERF Medien tätig und ist Co-Gründer der Hotline «Notruf Burnout».
Josuran ist zweifacher Vater und lebt mit seiner Frau Esther in Stäfa.

## Autor
Sein Briefwechsel mit Verena Hoehne wurde als Buch herausgegeben und wurde ein Bestseller: «Mittendrin und nicht dabei». Basierend auf einer Idee von Verena Hoehne, behandelt das Buch Depressionen aus zwei verschiedenen Sichtweisen. Sein nächstes Buch erschien Ende September 2006 unter dem Titel «Von Mann zu Mann – Männerfreundschaft und Männerkommunikation». Seine dritte Veröffentlichung, «Seele am Abgrund», wurde im April 2008 mit den Co-Autoren Thomas Knapp (Autor und Herausgeber des Bestsellers «Burn-out – In den Krallen des Raubvogels») und Rolf Heim vom Institut für Arbeitsmedizin (ifa) herausgegeben. Das Buch ist ein Ratgeber für Angehörige, Freunde und Arbeitskollegen – mit dem dafür komponierten Lied «Börnoutblues» von Marc Dietrich (ex Peter, Sue & Marc).

## Werke
- Im Sumpf des Spiritismus. Schwengeler, Berneck 1984, ISBN 3-85666-020-8.
- mit Verena Hoehne, Daniel Hell: Mittendrin und nicht dabei. Mit Depressionen leben lernen. Ullstein, 2002, ISBN 3-548-36428-4.
- Von Mann zu Mann: Männerfreundschaft – Männerkommunikation. Herausgeberin: Karin Ammann. Orell Fuessli, Zürich 2006, ISBN 3-280-05188-6.
- mit Rolf Heim, Thomas Knapp: Seele am Abgrund: Ratgeber für Angehörige, Freunde und Arbeitskollegen. Textwerkstatt, 2008, ISBN 978-3-9523245-9-2.
- mit Rolf Heim: Wenn im Job die Luft raus und beim Partner die Lust weg ist. Knapp, 2014, ISBN 978-3-905848-90-8.